# Surrealizar
Surrealizar é o primeiro álbum de estúdio da banda portuguesa Ban. Foi lançado em 1988 pela editora EMI.
 Destacam-se os temas "Irreal Social", "Num Filme Sempre Pop", "Encontro com Mr. Hyde" ou "Um Espelho Riu", músicas que viriam a integrar a compilação de 1994 Num Filme Sempre Pop.

## Faixas
1. A1 "Num Filme Sempre Pop" 6:26
2. A2 "Irreal Social" 4:33
3. A3 "Ritualizar" 3:22
4. A4 "Função" 4:48
5. B1 "Encontro com Mr. Hyde" 4:12
6. B2 "Brouhaha (Um Caso de Confusão Mental)" 3:12
7. B3 "Um Espelho Riu" 5:14
8. B4 "Era Uma Vez" 4:10
9. B5 "Doce Fazer Nada" 5:02